# Bart's Not Dead
"Bart's Not Dead" é o primeiro episódio da trigésima temporada da série animada Os Simpsons, e o 640.º no total. Foi ao ar nos Estados Unidos pela FOX em 30 de setembro de 2018.

## Enredo
Bart participa de um desafio que termina com ele no hospital. A fim de encobrir para si mesmo e Homer, Bart faz uma alegação de que ele conheceu Jesus no céu. Quando os produtores cristãos querem oferecer-lhe um contrato de cinema, Bart começa a se sentir culpado por sua decepção.

## Recepção
"Bart's Not Dead" marcou uma classificação de 1,4 com uma quota de 5 e foi assistido por 3,24 milhões de pessoas, tornando-se o programa mais assistido da Fox àquela noite.
Dennis Perkins do The A.V. Club deu o episódio B, afirmando que "'Bart's Not Dead' (creditado a Stephanie Gillis) tem como objetivo retornar mais um personagem. Claro, Bart, Homer e Flanders acabam fazendo um filme de tema cristão que acaba fazendo $ 100 milhões, mas o coração do episódio é, bem, o coração."